# Rhampholeon marshalli
Espèce
Statut de conservation UICN

 VU B1ab(ii,iii)+2ab(ii,iii) : Vulnérable
Rhampholeon marshalli est une espèce de sauriens de la famille des Chamaeleonidae.

## Répartition
Cette espèce est endémique du Mashonaland au Zimbabwe.

## Étymologie
Cette espèce est nommée en l'honneur de Guy Anstruther Knox Marshall.

## Publication originale
- Boulenger, 1906 : Description of a new Chameleon genus Rhampholeon from Mashonaland. Annals And Magazine Of Natural History, ser. 7, vol. 18, p. 346-347 (texte intégral).